# Habaner

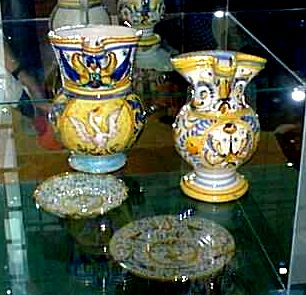
Habaner-Fayence

Der Ausdruck Habaner ist eine Umschreibung für die ab Mitte des 16. Jahrhunderts in die Slowakei eingewanderten Hutterer. Nach der Rekatholisierung der Slowakei im 18. Jahrhundert bezeichnete der Begriff jene katholisierten Hutterer, die noch auf den ehemals hutterischen Bruderhöfen lebten.

## Name

Mährischer Habanerhof

Der Name Habaner (slowakisch: habáni; ungarisch: habánerek und habánusok; vgl. französisch: les habans) geht wahrscheinlich auf das hebräische ha-banim (etwa: die Kinder [Gottes]) zurück. Die Vertreter der Täuferbewegung bezeichneten sich in den ersten Jahren ihres Bestehens selber nicht als Täufer oder gar Wiedertäufer. Sie hielten sich bei ihren Selbstbezeichnungen vor allem an biblische Vorgaben. Sehr gebräuchlich war in diesem Zusammenhang die Bezeichnung Kinder Gottes wie es auch auf der Titelseite der Schleitheimer Artikel benutzt wurde (Brüderliche Vereinigung etlicher Kinder Gottes, sieben Artikel betreffend). Aus ha-banim wurde dann im slowakischen Umfeld die volkstümliche Benennung habáni, die dann von dort als Habaner ins Deutsche kam.
Eine andere Erklärung des Begriffs geht von dem Begriff Haushabe für die hutterischen Bruderhöfe aus.

## Geschichte

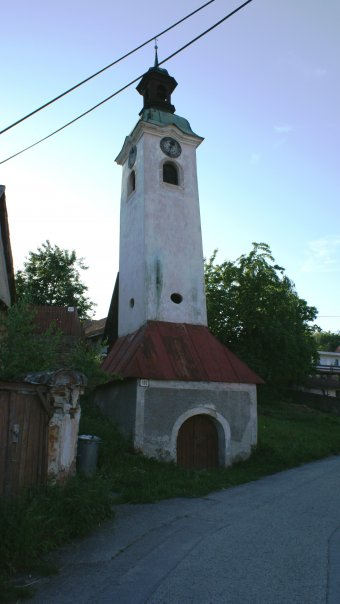
Hutterische Kirche in Sobotište/Sobotischt in der Westslowakei

Die Hutterer bilden bis heute eine Denomination der radikal-reformatorischen Täuferbewegung. Im 16. und 17. Jahrhundert siedelten sich die nach Jakob Hutter benannten Täufer auf ihrer Flucht vor Verfolgung aus Deutschland und der Schweiz vor allem in Südmähren und in der Westslowakei an. Im Jahr 1539 war die Vertreibung aus Niederösterreich, wobei Gemeinden wie Eggenburg, Drasenhofen oder Steinebrunn aufgelöst wurden. Besonders nach Beginn der Gegenreformation in Mähren im Jahr 1622 übersiedelten schließlich mehrere tausend Hutterer in die damals noch zu Ungarn gehörende Slowakei. Hier lebten und arbeiteten sie in meist geschlossenen kommunitären Gemeinden (Bruderhöfe oder „Haushaben“ genannt). Durch ihre handwerklichen Fähigkeiten und Kenntnisse im Bereich des Weinbaus und der Pharmazie hatten sie großen Einfluss auf ihre Umgebung. Auch die von den Hutterern produzierte Töpferware fand als sog. Habaner-Fayencen großen Absatz. Für die in der Slowakei siedelnden Hutterer bürgerte sich im umgebenden slowakischen Umfeld bald der Begriff Habaner ein. Auch nach der gewaltsam durchgeführten Rekatholisierung der Slowakei Mitte des 18. Jahrhunderts blieb der Begriff für die ehemals hutterischen und nun katholischen Bewohner der Bruderhöfe bestehen. Zum Teil bestanden die genossenschaftlichem Strukturen der Bruderhöfe weiter. Noch zu Beginn des 20. Jahrhunderts fanden sich einzelne deutschsprachige Habaner in der Westslowakei. Dennoch waren die Habaner bis Mitte des 20. Jahrhunderts weitgehend slawisiert. Noch heute lebt der Begriff in Form der ehemals von den Hutterern produzierten Habaner Fayencen weiter. Auch unter den nach Nordamerika ausgewanderten Hutterern berufen sich viele auf die aus der Slowakei stammende habanische Tradition.